# 蘭斯堡

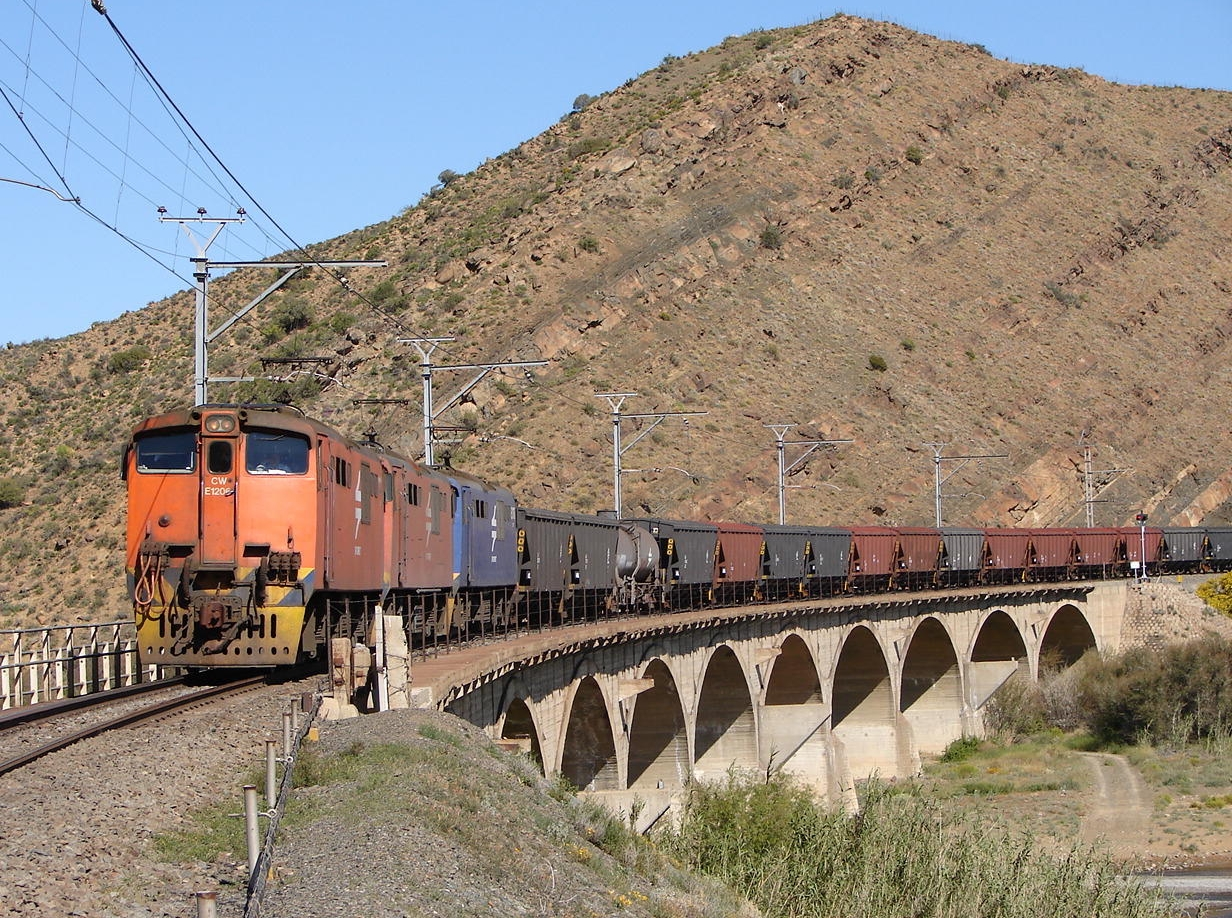

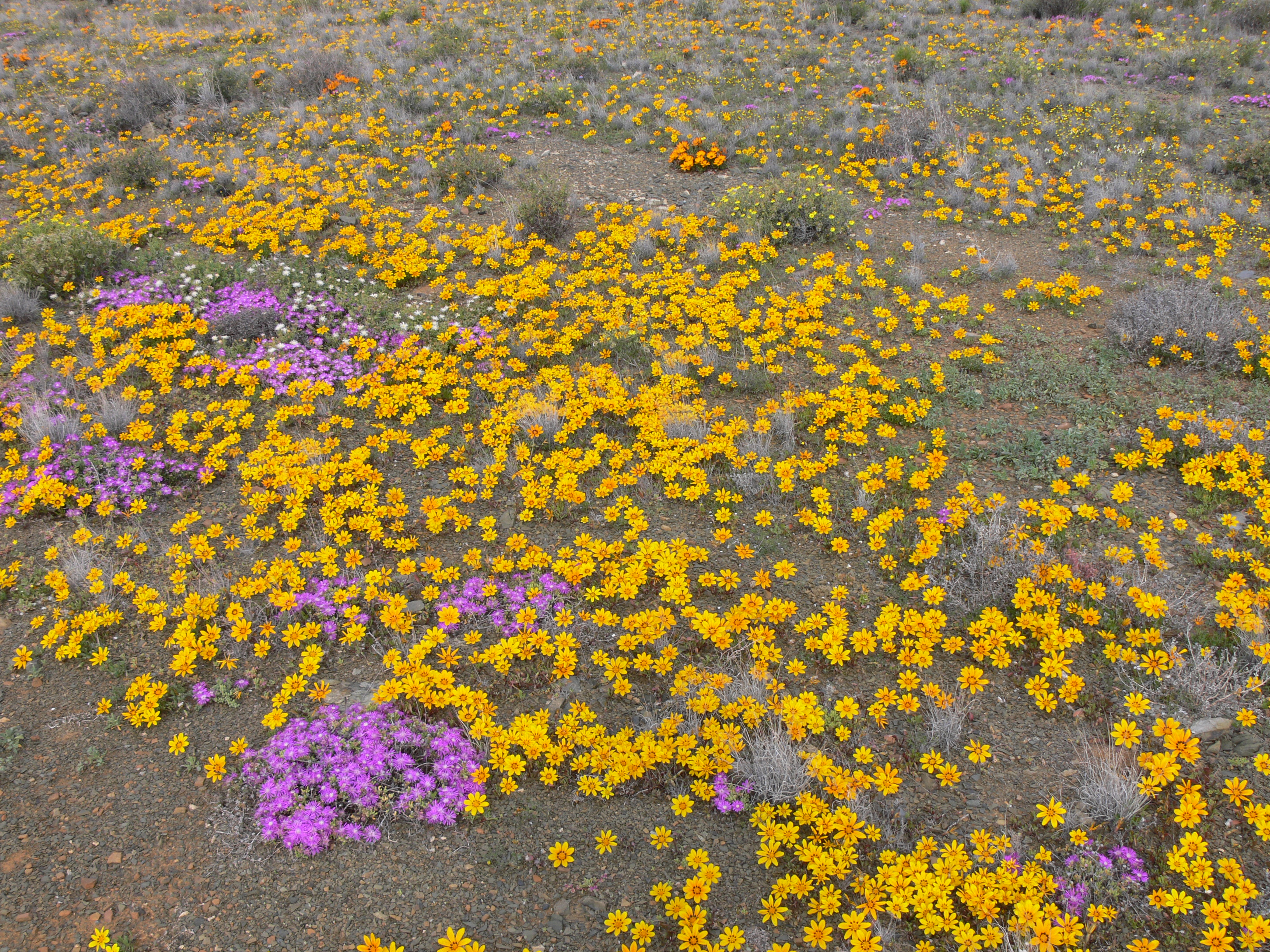

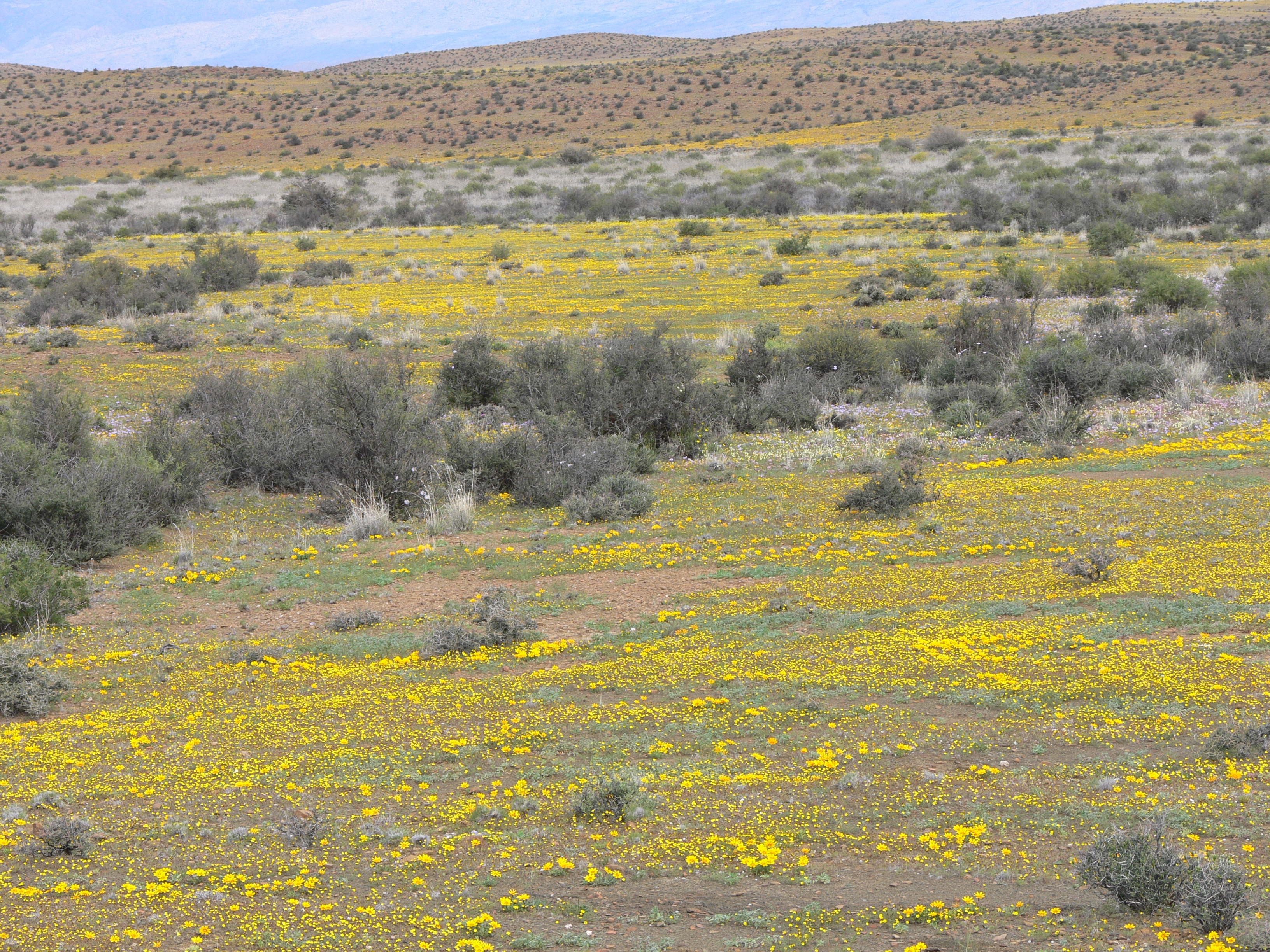

蘭斯堡是南非的城鎮，位於該國南部，由西開普省負責管轄，距離蘭斯堡85公里，面積2.93平方公里，海拔高度550米，2001年人口5,442，人口密度每平方公里1,900人。

## 外部連結
- Laingsburg Local Municipality （页面存档备份，存于）
- Laingsburg Tourism
  - Laingsburg Flood